# Markus Schäfer (Schachspieler)

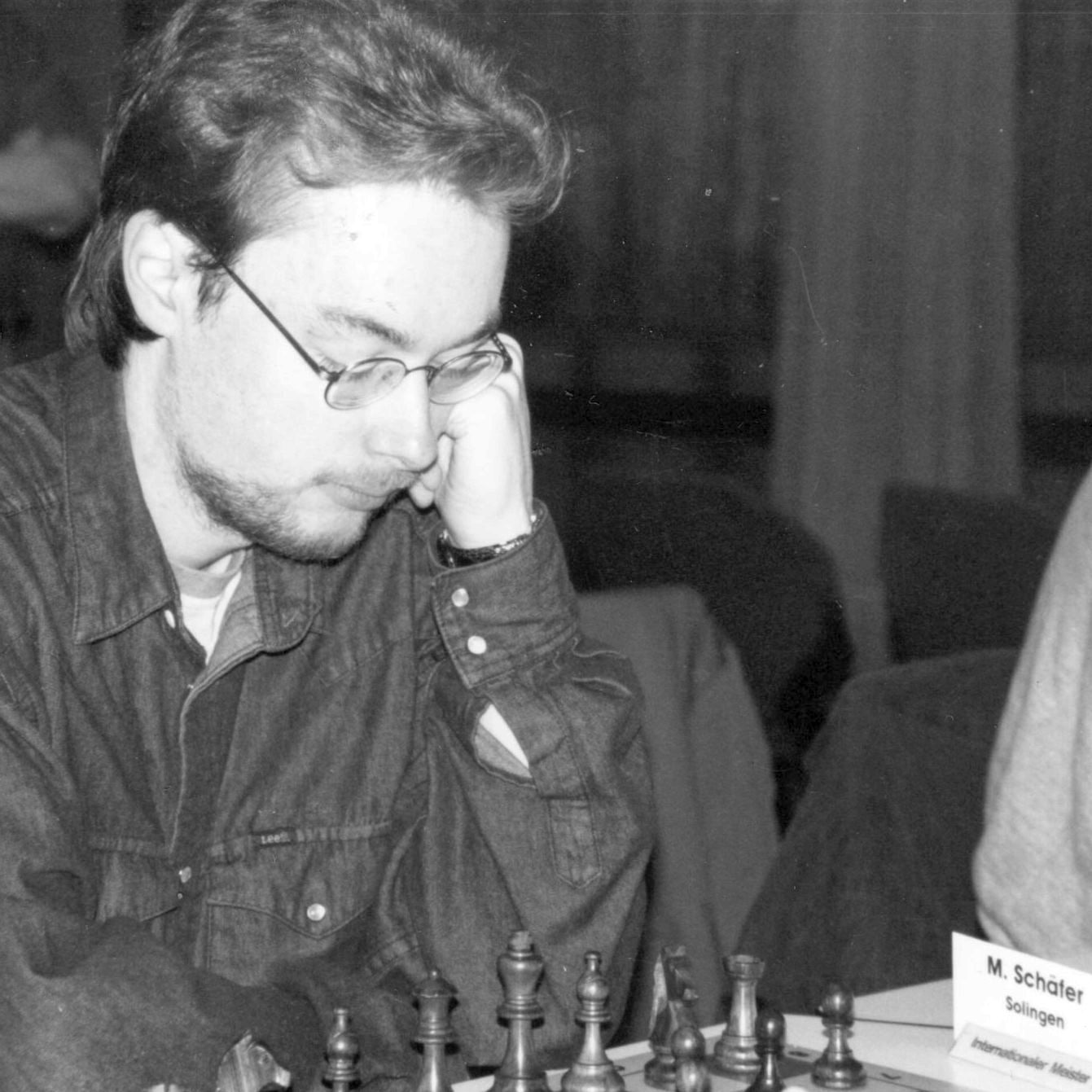
Markus Schäfer

Markus Schäfer (* 4. Januar 1969 in Sande (Niedersachsen)) ist ein deutscher Schachspieler. Er war 1989 Dähne-Pokal-Sieger.

## Schach

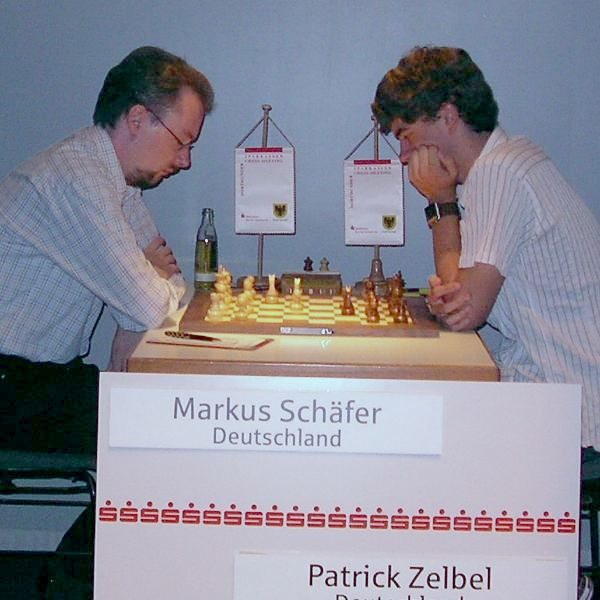
Markus Schäfer – Patrick Zelbel 2010

Eines seiner ersten Turniere war die Jugendmeisterschaft von Nordrhein-Westfalen 1986 in Duisburg, an der auch Christopher Lutz teilnahm. Schäfer nahm 1989 an der Deutschen Jugendeinzelmeisterschaft in Bochum teil, die Ralf Appel gewann. Er spielte bei der Deutschen Einzelmeisterschaft 1991 in Bad Neuenahr, die Vlastimil Hort gewann.
Zehn Jahre später spielte er in Essen beim 3. Julian Borowski Großmeisterturnier 2001 in der Gruppe B, die Daniel Fridman gewann.
Beim Helmut-Kohls-Turnier in Dortmund 2009 wurde er Erster. Ebenfalls nahm er an den Dortmunder Schachtagen im Jahr 2010 teil, wobei er wieder im Helmut-Kohls-Turnier spielte, das Jens Kotainy gewann.

### Mannschaftskämpfe

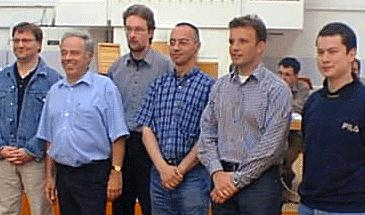
Die Solinger Mannschaft, 2002

Mannschaftsschach spielte er für die Schachgesellschaft Solingen, mit der er Deutscher Mannschaftsmeister 1997 wurde, außerdem Deutscher Blitzmannschaftsmeister in den Jahren 1996, 2000 und 2002. Die SG 1868 Aljechin Solingen gewann die Deutsche Blitzmannschaftsmeisterschaft 2002 in Solingen. Mit 25 Mannschaftssiegen aus 25 Runden erzielten die Solinger Joël Lautier, Jeroen Piket, Predrag Nikolić, Markus Schäfer und Bernd Schneider ein hervorragendes Ergebnis. Er wurde mit der SG 1868 Aljechin Solingen Mannschaftsmeister bei den Deutschen Pokal-Meisterschaften 2006 in Kaiserslautern.
In der deutschen Schachbundesliga war er für Solingen gemeldet und spielte meistens, und zwar in den Spielsaisons 1991/92, 1992/93, 1993/94, 1994/95, 1995/96, 1996/97, 1997/98, 1998/99, 1999/2000, 2000/01, 2001/02, 2002/03, 2003/04, 2004/05, 2005/06, 2006/07, 2007/08, 2008/09, 2009/10, 2010/11, 2011/12, 2012/13, 2013/14, 2014/15 und 2016/17.
Er nahm mit der SG Solingen am Europapokal (European Club Cup) in den Jahren 2006, 2010, 2011, 2013 und 2014 teil. Bestes Mannschaftsergebnis war Platz 5 im Jahr 2014 in Bilbao.

### Sonstiges
Sein erster Schachverein war der SK Münster 1932. Seit 1991 ist er Mitglied der SG Solingen. Er ist Angestellter eines mittelständischen Unternehmens der Stahlindustrie.
Markus Schäfer ist seit 2009 Präsident des Schachbundesliga e. V.